# Marcellin Berthelot
Marcellin Pierre Eugène Berthelot (n. 25 octombrie 1827, Paris, Île-de-France, Franța – d. 18 martie 1907, Paris, Franța) a fost un chimist și om politic francez, cunoscut în special pentru principiul Thomsen-Berthelot din termochimie. A reușit sintetizarea multor compuși organici din substanțe anorganice, infirmând ipoteza vitalismului.
A fost considerat unul dintre cei mai mari chimiști ai epocii. În 1900 devine membru al Academiei Franceze. Pentru rezultatele sale primește în 1900 Medalia Copley.

## Scrieri
- 1860: Chimie organique fondée sur la synthèse
- 1897: Leçons sur la thermochimie
- Introduction a l'étude de la chimie des anciens et du Moyen Age (în franceză). Paris: Steinheil. 1889.
- La Révolution chimique (în franceză). Paris: Alcan. 1890.

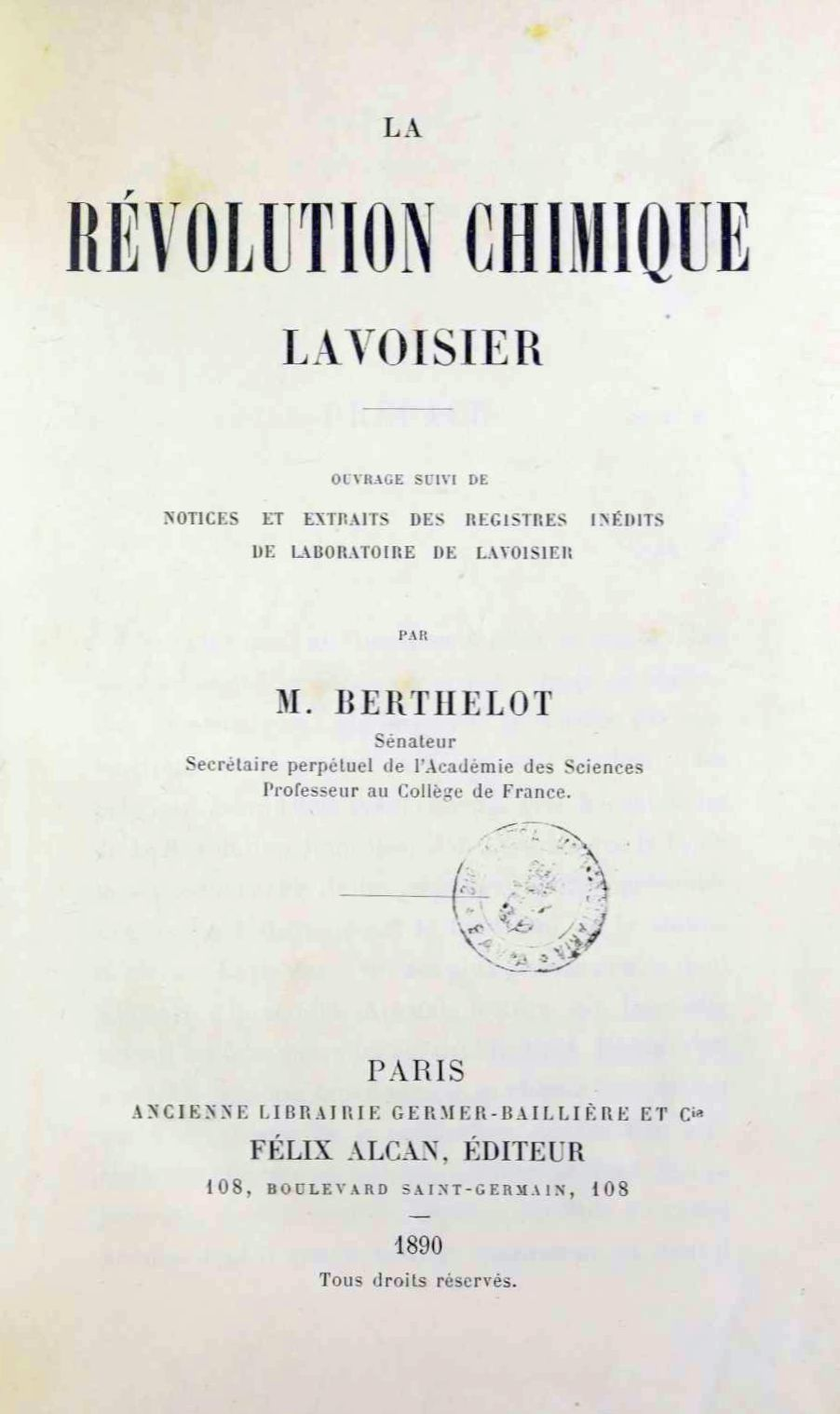
La Révolution chimique, 1890

## Legături externe
- Berthelot Arhivat în 14 iulie 2021, la Wayback Machine. at www.hh.schule.de
- Berthelot, Marcelin (1827–1907), chimiste et homme politique français at isimabomba.free.fr
- "Pierre-Eugène-Marcelin Berthelot" Arhivat în 15 aprilie 2005, la Wayback Machine. at encarta.msn.com (Archived 2009-11-01)
- AllRefer.com – Pierre EugEne Marcelin Berthelot (Chemistry, Biography) – Encyclopedia at reference.allrefer.com
- Lucrări de Marcellin Berthelot la Proiectul Gutenberg
- Opere de sau despre Marcellin Berthelot la Internet Archive
- Biographies of Scientific Men/Berthelot - Wikisource, the free online library